# Нікітін Микола Никифорович
Микола Никифорович Нікітін (нар. 1885, місто Усть-Сисольськ — пом. 1966) — російський і радянський педагог-математик. Найбільш відомий, як автор підручника «Геометрія» (1956).

## Життєпис
Микола Никифорович Нікітін народився у 1885 році в місті Усть-Сисольськ (зараз Сиктивкар).
У 1904 році закінчив Тотемську вчительську семінарію.
Педагогічну діяльність М. Н. Нікітін розпочав в Устьянському двокласному училищі (Кадніковській повіт Вологодської губернії).
У 1909 році успішно екстерном склав іспити за вчительський інститут.
У 1915 році в Помоздіно (Республіка Комі) було відкрито вище початкове училище, першим директором якого став Микола Никифорович.
У 1924—1930 роках працював завідувачем навчальною частиною і викладачем математики в Вологодському педагогічному технікумі.
У 1930 році М. Н. Нікітін був запрошений для роботи в Москву на першу дослідну станцію Наркомату освіти РРФСР.
До складу Московського відділення Станції входили: Центральний дитячий садок [Вадковський провулок і Тихвінська вулиця], як опорна школа, яка об'єднує роботу 15 шкіл району Мар'їного гаю Москви, що перебувають у віданні Московського відділення Народної освіти: Центральний дослідний педтехнікум [Мала Дмитрівка, 14] .
Понад двадцять років Микола Никифорович працював доцентом на кафедрі математики в Московському державному педагогічному інституті ім В. І. Леніна і сім років керував сектором викладання методики математики в Академії Педагогічних наук.
Написав методичний посібник «Розв'язок арифметичних завдань у початковій школі» (1939) та підручник «Геометрія» (1956), в якому намагався побудувати курс на основі наочних уявлень з поступовим посиленням формально-дедуктивних елементів.

## Нагороди і почесні звання
За плідну багаторічну педагогічну і науково-дослідну діяльність Президія Верховної Ради СРСР нагородила М. Н. Нікітіна двома орденами Трудового Червоного Прапора, орденом «Знак Пошани».
У день 70-річчя і 50-річчя педагогічної діяльності Міністерство освіти РРФСР нагородило вченого-педагога медаллю К. Д. Ушинського.

## Підручник
- Н. Н. Никитин Геометрия учебник для 6-8 классов.